# 扩频
展頻（Spread Spectrum，SS）是將傳輸訊號的頻譜（spectrum）打散到較其原始頻寬更寬的一種通訊技術，常用於無線通訊領域。比較嚴格的定義則分成兩個部分：
1. 展頻調變之後，其訊號傳輸頻寬應遠大於原始訊號；
2. 傳輸端會採用一個獨特的碼（code），此碼與傳送資料是無關的，接收端也必須使用這個獨特的碼才能解展頻以獲得傳輸端的資料。

代表性的展頻方式有两种：
- 直接序列展頻（簡稱直序展頻，Direct-sequence spread spectrum，DSSS）
- 跳頻（Frequency-hopping spread spectrum，FHSS）

## 發展歷史
在二次世界大戰時，公眾形象為花瓶的好萊塢豔星海蒂·拉瑪（Hedy Lamarr）提供了不停更換無線電頻率以躲避干擾及偵察的概念，但是問題在于如何同步化（現代則可以使用電腦來同步）；而前衛音樂家喬治·安塞爾（George Antheil）则提供了使用自動演奏鋼琴的原理來達到發送端與收訊端同步的方法，两人共同發明了該技術，並於1942年8月11日獲得專利（美國專利第2,292,387号）。但由於是花瓶演員及音樂家發明的技術，加上自動演奏鋼琴的大體積，此項發想在當時難以說服軍方使用。直到電晶體發明以後，此技術才開始應用在軍事上，一直到現代，海蒂·拉瑪的天才才真正獲得廣泛的認同。
展頻原本應用在軍事和情報系統，主要的概念是將資料訊號擴展成較寬的頻譜，使得信號不易被干擾和截取。後來技術開放，便應用到CDMA（2G手機通訊）、無線區域網路（WLAN，也就是IEEE 802.11系列）等領域。

## 優點與用途

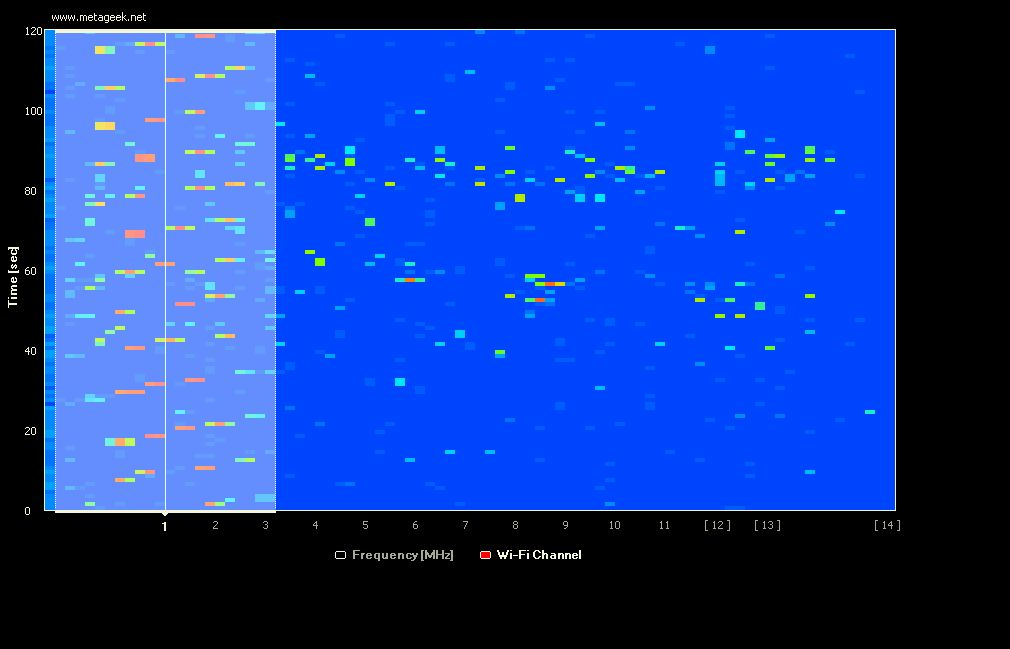
Wi-Fi、Bluetooth的展頻

- 對背景的雜訊（noise）、干擾（interference）以及自體多路徑干擾（Multipath interference）有免疫力。
- 對人為的刻意干擾（jamming）訊號有良好的抵禦能力，這也是展頻最早應用於軍方通訊系統中對抗人為的干擾重要原因其一。
- 較良好的隱密性，通訊過程被截收的可能性較低。這是因為展頻後，單位頻率的功率值降低，截收者不易透過頻譜分析儀獲得敵方通訊的資訊；即使電波被接收了，由於截收者不知道展頻碼的內涵，因此無法回復編碼的資訊。所以展頻通訊亦具有簡單的保密通訊能力。
- 降低電磁干擾（Electromagnetic Interference，EMI）

若對電子裝置的時脈產生器（Clock generator）做展頻，也就是刻意在時脈訊號（Clock signal）中添加抖動（jitter），則可以將特定造成電磁干擾的能量由特定頻率打散，進而減輕其干擾程度，本質上和通訊技術的展頻是相同的。
在个人计算机的BIOS设置中常常可以看到“Spread Spectrum”的选项。此处这个选项的主要目的是用于降低電磁干擾，依据不同的系统配置可能能够有效降低电磁辐射的量。但是副作用是降低了信号的清晰度，对超频之后的系统稳定性影响较大。
- 藉由展頻技術，可以達成碼分多址（CDMA）通訊，讓多個用戶能夠獨立地同時使用更大的頻寬。